# IC 2361
IC 2361 ist eine Spiralgalaxie vom Hubble-Typ Sbc im Sternbild Krebs auf der Ekliptik, welche etwa 90 Millionen Lichtjahre von der Milchstraße entfernt ist.
Das Objekt wurde am 22. April 1897 von Stéphane Javelle entdeckt.